# Otto Barella
Otto Théodore Barella (né le 15 mars 1918 à Elberfeld en Allemagne, et mort le 26 août 1991 à Saint-Gaudens), également connu sous le nom d'Othon Barella, est un joueur de football franco-allemand qui évoluait au poste de gardien de but, avant d'ensuite devenir entraîneur.

## Biographie
Né en Allemagne, Barella grandit dans la ville de Mulhouse, où il se passionne très jeune pour le football, le pratiquant dans la rue avec son ami (et futur coéquipier aux Girondins de Bordeaux) Joseph Plesiak. Les deux amis s'inscrivent alors au club de leur ville et remportent le titre de champions d'Alsace de la catégorie minime. 
Otto Barella commence sa carrière professionnelle avec le club du FC Sochaux-Montbéliard avant d'ensuite rejoindre l'AS Troyes.
Durant la guerre, il part jouer avec l'Équipe fédérale Bordeaux-Guyenne durant la saison 1943-44.
Il rejoint les Girondins de Bordeaux lors de la saison du championnat de guerre 1944-45, avec qui il est mis en concurrence avec le gardien Gustave Depoorter. Avec les Aquitains, il dispute au total 47 matchs (pour un total de 60 buts encaissés). Il n'y reste qu'une saison avant de retourner à Troyes, puis de finir sa carrière avec le club local du CS Saint-Gaudens en tant qu'entraîneur-joueur.
Il meurt le 26 août 1991 dans la commune de Saint-Gaudens, où il est aujourd'hui enterré.